# Schaeffer-Fulton-Färbung

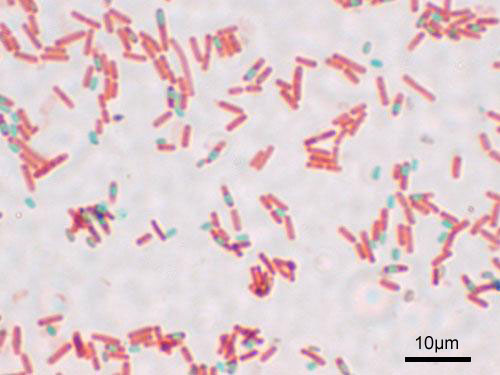
Bacillus subtilis (rot) mit Endosporen (grün)

Die Schaeffer-Fulton-Färbung (synonym Wirtz-Conklin-Färbung) ist eine histologische Färbung für Endosporen. Sie ist eine Methode zur Endosporenfärbung.

## Prinzip
Zuerst werden die Bakterien auf einen Objektträger gegeben und durch Erhitzen fixiert. Die Schaeffer-Fulton-Färbung verwendet zur Färbung von Endosporen Malachitgrün, als Gegenfärbung Safranin. Die Färbung mit Malachitgrün erfolgt unter Bedampfung mit Wasserdampf. Nach Abkühlen wird das auf dem Objektträger überschüssige Malachitgrün für eine halbe Minute mit destilliertem Wasser herausgewaschen. Anschließend erfolgt die zweiminütige Zugabe der Safraninlösung. Nach einer weiteren Waschung mit destilliertem Wasser wird der Objektträger getrocknet und für die Mikroskopie vorbereitet. Alternativ wird die Moeller-Färbung mit Carbolfuchsin (synonym Phenolfuchsin) und Methylenblau-Gegenfärbung oder die Dorner-Snyder-Färbung mit Carbolfuchsin und Nigrosin-Gegenfärbung verwendet. Eine Variante der Schaeffer-Fulton-Färbung wurde zur Färbung von Endosporen in Bodenproben mit Malachitgrün und Kristallviolett-Gegenfärbung entwickelt.

## Geschichte
Die Schaeffer-Fulton-Färbung wurde in den 1930er Jahren von Alice B. Schaeffer und MacDonald Fulton am Middlebury College entwickelt. Die Bezeichnung Wirtz-Conklin stammt von zwei Bakteriologen um 1900.